# 石井裕也 (野球)
石井 裕也（いしい ゆうや、1981年7月4日 - ）は、神奈川県横浜市港南区出身の元プロ野球選手（投手）。左投左打。

## 経歴

### プロ入り前
先天性の難聴ではあったが、小学2年生の時に兄が所属する少年野球チームに加わり、野球を始める。小学5年生で外野手と投手を兼務し始めたときは制球力が悪かった。子供の頃から大洋ホエールズおよびその後身球団である横浜ベイスターズのファンであり、友の会に入っていた。
横浜商工高校に進学。同校では3年夏の神奈川県大会で5試合を投げて37個の三振を奪いベスト8に進出。この頃から「サイレントK」と呼ばれ始める。1999年のプロ野球ドラフト会議指名候補にも挙がったが指名はなかった。中日ドラゴンズのスカウト部長である中田宗男は「高校の頃から目をつけていたが、ハンデがあるので成人するまで様子を見た」と後に語っている。
障害者の雇用の促進等に関する法律により三菱重工横浜に入社。同期には、後に日本ハムでもチームメイトになる鶴岡慎也がいた。チームは2001年に親会社の方針で企業登録からクラブ登録へ変更になった。このとき三菱重工名古屋への移籍の話もあったが、本人が横浜残留を希望してチームにとどまる。肩を壊し2年間登板できない期間があったがリハビリで治し、基礎トレーニングを積んだ。2003年に新日本石油、2004年には東芝の補強選手としてそれぞれ都市対抗野球大会に出場して経験を積み、チームのエースに成長した。
2004年のプロ野球ドラフト会議で中日ドラゴンズから6巡目で指名され、即戦力左腕として期待をかけられた。プロ入りに関しては家族からの反対もあったが、どうしてもプロ入りがしたいと家族を説得して入団する。

### 中日時代
2005年4月13日の広島東洋カープ戦でプロ初登板。初球を前田智徳に豊橋市民球場の右翼スタンドに放り込まれた。4日後の4月17日の阪神タイガース戦でプロ入り初勝利を挙げ、その試合で逆転適時打を打った福留孝介にお立ち台に連れて行ってもらい、岩瀬仁紀からウィニングボールを手渡された。初めてのヒーローインタビューでは照れて顔を真っ赤にしていたが、たどたどしい言葉が場内に響くたびに拍手が巻き起こった。セ・パ交流戦でオリックス・バファローズ戦に登板した際、捕手の谷繁元信のサインに首を振って投げた球で三振を奪い、ベンチで谷繁にその新人らしからぬ度胸を褒められた。9月24日には読売ジャイアンツ戦でプロ入り初先発し、巨人打線を5回無失点に抑える。4回には自ら適時二塁打を放ち、初先発を白星で飾った。
2006年は開幕から朝倉健太と共にロングリリーフ要員として開幕を一軍で迎えた。リリーフとしては結果を残したが、先発起用されると打ち込まれることが多く、11試合の登板に留まった。
2007年は主に先発降板後の2番手として登板。4月下旬から一軍入りするも、5月に入って二軍落ち。9月の優勝争いの時期に一軍へ返り咲くと8試合連続無失点の好投を見せ、7点台だった防御率を2.95まで改善してシーズンを終えた。制球に苦しみ、再三走者を出すものの後続を打ち取る、あるいは後を継いだ投手が抑えるというケースが多かった。左打者は29打数2安打と抑えるも、右打者に対しては苦しんだことがそういった印象を与えることにもなった。
2008年は開幕を二軍で迎える。

### 横浜時代
2008年6月16日に小池正晃との交換トレードで横浜ベイスターズへ移籍。背番号は交換相手の小池が付けていた44に決定した。地元に戻ると同時に3年越しで憧れの球団に入団することとなった。

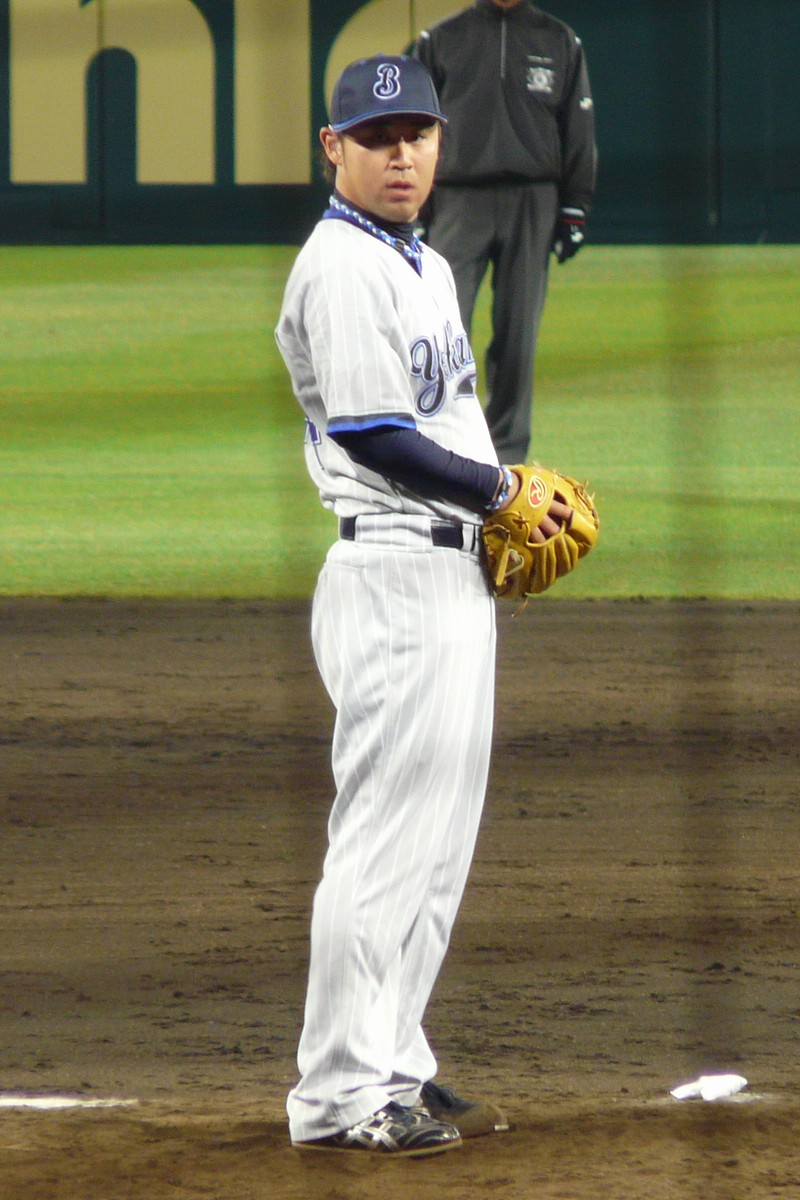
横浜時代
（2009年4月30日、阪神甲子園球場にて）

移籍後すぐに一軍登録され、吉原道臣・寺原隼人につなぐ勝利の方程式の一角を担った。登板数は35試合と過去最高で、高い奪三振率と勝負強い投球術で信頼を勝ち取った。
2009年には前年度まで抑え投手を務めていた寺原が先発投手に転向するに当たって、石井が抑えに回ることとなった。春季キャンプでは新球フォークボールの習得するなど意欲を見せ、横浜の偵察に来ていた巨人のスコアラーに「制球も良く、自滅することが少ない」と評価され、本人もかつて在籍した中日の岩瀬仁紀のような抑え投手を目指していると語っていた。4月12日の東京ヤクルトスワローズ戦でプロ初セーブを挙げ、その後6セーブを挙げるも救援の失敗が続き、山口俊に抑えの座を譲ることになった。二軍での再調整後は一軍の中継ぎに回った。

### 日本ハム時代
2010年4月1日に江尻慎太郎との交換トレードで北海道日本ハムファイターズへ移籍。背番号は27。
6月14日から一軍に昇格。主に左のワンポイントで登場。一軍合流後は防御率0.93の快投を続けるが、7月18日に怪我で登録抹消。その後復帰するが調子が上がらず、腰痛のため再度登録抹消された。オフに背番号を13に変更。
2011年は、左のワンポイントリリーフとして首位争いを演じる日本ハム中継ぎ陣を支えた。8月8日の東北楽天ゴールデンイーグルス戦で1球勝利（日本ハム移籍後初勝利）、8月14日の福岡ソフトバンクホークス戦で2球勝利を記録したが、これらを同一月に記録したのはプロ野球史上初。なお、この2試合とも先発投手は斎藤佑樹で、石井は2番手として登板した。
2012年開幕直後にめまいを発症し、長期にわたり離脱する。復帰は同年シーズン終盤となったが、約1か月間で17試合に登板し、リリーフ陣の一角としてリーグ優勝に貢献した。巨人との日本シリーズでは、第6戦で阿部慎之助に決勝適時打を浴び日本一を逃した。
2013年は序盤から一軍に帯同し、登板51、投球回46、4勝、17ホールドはいずれも自己最多となった。
2014年は13試合の登板に留まった。
2015年は開幕から一軍に帯同して2013年と同じ51試合登板ながらワンポイント気味のショートリリーフ登板が多くなり対戦打者151人、投球35イニングで1敗7ホールドで2013年を下回ったものの防御率2.06、15失点と内容は2013年を上回った。
2016年は故障とコンディション不良のために一軍復帰が7月末まで遅れたが、宮西尚生以外に左の中継ぎがいない事情もあって復帰後は前年同様後半以降のワンポイントリリーフを任され、22試合16.1イニング登板で防御率1.65、失点3、16奪三振という内容で勝敗無しの12ホールドを記録して4年ぶりのリーグ優勝に貢献した。日本シリーズでは2試合に登板して打者4に対して被安打3、失点3を喫したが、チームは10年ぶりの日本一となった。12月2日に右膝半月内側板部分の切除術を受けた。
2018年は引退試合まで一軍での登板機会はなく、9月22日に球団を通じて現役引退を発表した。9月30日に引退登板のために一軍出場選手登録され、同日の埼玉西武ライオンズ戦（札幌ドーム）において、4対1とリードした7回表二死二塁から3番手として救援登板。バッテリーを組んだのは三菱重工横浜時代からの同僚である鶴岡慎也であった。横浜商工高等学校（後に横浜創学館高等学校）の後輩に当たる秋山翔吾に対して5球目の141km/hの直球で左飛に打ち取り、8回に登板しなかったため最終登板で通算83個目のホールドを挙げ、通算ホールドポイントもちょうど100に到達して有終の美を飾った。11月12日、日本ハムのチーム統轄本部チームスタッフ（打撃投手）に就任することが発表された。

## 選手としての特徴・人物
速球は140km台中盤～後半。得意球は、スライダーとスクリューボール。2009年にはフォークボールを習得。
愛称は「石井ちゃん」、「石井たん」。
2007年5月10日の広島戦（広島市民球場）でサヨナラ負けを経験した。終了直後にベンチに戻ってから、捕手の谷繁元信から配球をめぐってコーチの田村藤夫が止めに入るほどの厳しい叱責を受けたが、「耳のほとんど聞こえない自分に、野球のことで本気で叱ってくれたのは谷繁さんが初めてで、嬉しかった」と語り、野球人生の中で最も印象の深い出来事の一つだと言う。

## 難聴を抱えるプロ野球選手として
先天性難聴であり、左耳は全く聞こえず、右耳も補聴器でかすかに聴こえる程度である。このハンデを抱えながらプロ野球選手として活躍した石井は、過去に様々なメディアに採り上げられている。
マウンドに上がると補聴器の電源を切ることが多い。連携プレイの際は野手の指差しで判断しているが、優れた瞬間視（一瞬映るものを判断する能力）によって野手の声が届かないハンデをカバーしている。
マウンド上で補聴器を切り、その静寂の中で三振を奪っていく投球から「サイレントK」と呼ばれている。
新人時の2005年に、自身のインタビューが高校生向けの英語の教科書に採り上げられている。インタビューで「これまで難聴のハンデを感じたことがほとんどなく、幼い頃からプロ野球選手が夢だった」と語っている。同じプロ野球選手としては前年（2004年）に松井秀喜、過去にはイチローなどのインタビューも掲載されたが、新人選手が採り上げられるのは異例のことだった。
新人時と2年目（2006年）の2回にわたってNHK教育テレビジョンの聴覚障害者向け番組で、2008年に同じく教育テレビの子供向け番組『道徳ドキュメント』で、横浜に移籍した際には同じ時期に巨人から移籍した真田裕貴とともに『バース・デイ』（TBSテレビ）で採り上げられた。
2025年4月30日には交友のある絵本作家おがわひろきが石井をモデルに執筆した絵本「きこえなくたって - みみのきこえないプロやきゅうせんしゅのおはなし」がイマジネイション・プラス社から発売された。

## 詳細情報

### 年度別投手成績
| 年 度      | 球 団      | 登 板 | 先 発 | 完 投 | 完 封 | 無 四 球 | 勝 利 | 敗 戦 | セ 丨 ブ | ホ 丨 ル ド | 勝 率 | 打 者 | 投 球 回 | 被 安 打 | 被 本 塁 打 | 与 四 球 | 敬 遠 | 与 死 球 | 奪 三 振 | 暴 投 | ボ 丨 ク | 失 点 | 自 責 点 | 防 御 率 | W H I P |
| ---------- | ---------- | ----- | ----- | ----- | ----- | -------- | ----- | ----- | -------- | ----------- | ----- | ----- | -------- | -------- | ----------- | -------- | ----- | -------- | -------- | ----- | -------- | ----- | -------- | -------- | ------- |
| 2005       | 中日       | 24    | 2     | 0     | 0     | 0        | 3     | 1     | 0        | 5           | .750  | 163   | 32.1     | 49       | 3           | 18       | 1     | 1        | 27       | 2     | 0        | 22    | 21       | 5.85     | 2.07    |
| 2006       | 中日       | 11    | 1     | 0     | 0     | 0        | 2     | 1     | 0        | 0           | .667  | 101   | 24.2     | 20       | 1           | 10       | 0     | 2        | 24       | 1     | 0        | 11    | 11       | 4.01     | 1.22    |
| 2007       | 中日       | 16    | 0     | 0     | 0     | 0        | 2     | 2     | 0        | 4           | .500  | 74    | 18.1     | 13       | 1           | 11       | 0     | 0        | 14       | 0     | 0        | 6     | 6        | 2.95     | 1.31    |
| 2008       | 横浜       | 35    | 1     | 0     | 0     | 0        | 2     | 0     | 0        | 14          | 1.000 | 177   | 45.1     | 28       | 3           | 16       | 2     | 2        | 40       | 0     | 0        | 12    | 12       | 2.38     | 0.97    |
| 2009       | 横浜       | 28    | 0     | 0     | 0     | 0        | 0     | 6     | 6        | 3           | .000  | 114   | 25.1     | 26       | 4           | 11       | 1     | 1        | 18       | 0     | 0        | 15    | 12       | 4.26     | 1.46    |
| 2010       | 日本ハム   | 13    | 0     | 0     | 0     | 0        | 0     | 0     | 0        | 5           | ----  | 43    | 10.2     | 8        | 0           | 2        | 0     | 1        | 8        | 1     | 0        | 3     | 3        | 2.53     | 0.94    |
| 2011       | 日本ハム   | 39    | 0     | 0     | 0     | 0        | 3     | 1     | 0        | 9           | .750  | 138   | 34.1     | 27       | 1           | 11       | 0     | 0        | 22       | 0     | 0        | 6     | 5        | 1.31     | 1.11    |
| 2012       | 日本ハム   | 18    | 0     | 0     | 0     | 0        | 2     | 1     | 0        | 6           | .667  | 65    | 17.0     | 8        | 2           | 6        | 0     | 0        | 18       | 0     | 0        | 3     | 3        | 1.59     | 0.82    |
| 2013       | 日本ハム   | 51    | 0     | 0     | 0     | 0        | 4     | 6     | 0        | 17          | .400  | 202   | 46.0     | 45       | 2           | 23       | 1     | 0        | 35       | 1     | 0        | 18    | 14       | 2.74     | 1.48    |
| 2014       | 日本ハム   | 13    | 0     | 0     | 0     | 0        | 1     | 0     | 0        | 0           | 1.000 | 49    | 9.2      | 14       | 1           | 8        | 0     | 0        | 6        | 0     | 0        | 7     | 5        | 4.66     | 2.28    |
| 2015       | 日本ハム   | 51    | 0     | 0     | 0     | 0        | 0     | 1     | 0        | 7           | .000  | 151   | 35.0     | 31       | 0           | 14       | 0     | 1        | 26       | 0     | 1        | 15    | 8        | 2.06     | 1.29    |
| 2016       | 日本ハム   | 22    | 0     | 0     | 0     | 0        | 0     | 0     | 0        | 12          | .---  | 63    | 16.1     | 11       | 0           | 4        | 0     | 0        | 16       | 0     | 0        | 3     | 3        | 1.65     | 0.92    |
| 2017       | 日本ハム   | 8     | 0     | 0     | 0     | 0        | 0     | 0     | 0        | 0           | .---  | 31    | 6.0      | 9        | 2           | 2        | 0     | 0        | 4        | 0     | 0        | 7     | 6        | 9.00     | 1.83    |
| 2018       | 日本ハム   | 1     | 0     | 0     | 0     | 0        | 0     | 0     | 0        | 1           | .---  | 1     | 0.1      | 0        | 0           | 0        | 0     | 0        | 0        | 0     | 0        | 0     | 0        | 0.00     | 0.00    |
| 通算：14年 | 通算：14年 | 330   | 4     | 0     | 0     | 0        | 19    | 19    | 6        | 83          | .500  | 1372  | 321.1    | 289      | 20          | 136      | 5     | 8        | 258      | 5     | 1        | 128   | 109      | 3.05     | 1.32    |

### 記録
投手記録
- 初登板：2005年4月13日、対広島東洋カープ2回戦（豊橋市民球場）、6回表に2番手で救援登板、1回1失点
- 初奪三振：同上、6回表に倉義和から空振り三振
- 初勝利：2005年4月17日、対阪神タイガース3回戦（ナゴヤドーム）、7回表に3番手で救援登板、2回無失点
- 初ホールド：2005年4月20日、対広島東洋カープ4回戦（広島市民球場）、5回裏に3番手で救援登板、2回無失点
- 初先発・初先発勝利：2005年9月24日、対読売ジャイアンツ21回戦（ナゴヤドーム）、5回無失点
- 初セーブ：2009年4月12日、対東京ヤクルトスワローズ3回戦（横浜スタジアム）、9回表に5番手で救援登板・完了、1回無失点

打撃記録
- 初安打・初打点：2005年9月24日、対読売ジャイアンツ21回戦（ナゴヤドーム）、4回裏に西村健太朗から右中間へ2点適時二塁打

その他記録
- 初登板で対戦した第一打者に被本塁打 - 日付は上記「初記録」の「初登板」の項を参照のこと。6回表無死で登板、初球を前田智徳に右越ソロ。史上52人目、セ・リーグ23人目。初球被弾は1998年10月9日の小石澤浄孝（西武ライオンズ）以来5人目。
- 1球勝利投手 - 2011年8月8日、対東北楽天ゴールデンイーグルス14回戦（日本製紙クリネックススタジアム宮城）の5回裏一死満塁で登板、草野大輔を遊ゴロ併殺打。史上31人目、日本ハムの投手としては2007年8月12日の江尻慎太郎以来2人目。
- 2球勝利投手 - 2011年8月14日、対福岡ソフトバンクホークス14回戦（札幌ドーム）の6回表、二死二塁で川﨑宗則を投ゴロ。
  - 1球勝利投手と2球勝利投手の両方を記録したのは史上5人目だが、同一シーズンに記録したのは2009年の小林正人（中日ドラゴンズ）以来2人目、同一月に達成したのは史上初。
- 4球勝利投手 - 2011年9月1日、対千葉ロッテマリーンズ18回戦（QVCマリンフィールド）の5回裏二死一・二塁で登板、角中勝也を二ゴロ。

### 背番号
- 30（2005年 - 2008年途中）
- 44（2008年途中 - 2010年途中）
- 27（2010年途中 - 同年終了）
- 13（2011年 - 2018年）

### 登場曲
- 「RPG」SEKAI NO OWARI (? - 2018)

## 関連情報

### 著書
- 『サイレントK 沈黙のマウンド：野球に生きる横浜商工難聴の左腕エース』（日本文芸社、1999年11月、ISBN 9784537140064）